# Siguiri
 (novembre 2018).
Si vous disposez d'ouvrages ou d'articles de référence ou si vous connaissez des sites web de qualité traitant du thème abordé ici, merci de compléter l'article en donnant les références utiles à sa vérifiabilité et en les liant à la section « Notes et références ».
Siguiri (en arabe:سیجویری) est à la fois une préfecture et une ville situées au nord-est de la Guinée.
La ville, située en bordure du fleuve Niger, est le chef-lieu de la préfecture homonyme dans la région de Kankan. 

## Subdivision administrative
En plus de Siguiri comme chef-lieu et principale mairie, la préfecture compte 20 sous-préfectures, chacune se confondant avec une communauté rurale de développement (CRD) homonyme se nommant comme suit, par ordre alphabétique:  Bankon, Doko, Franwalia, Kinièbakoura, Kintinian, Maléa, Naboun, Niagassola, Niandankoro, Norassoba, Nounkounkan Siguirini, Tomba-kanssa, tomboni, fidako, koumandjanbougou, diomabana, mignada, Didi, et kourémalé.

## Histoire
Siguiri fut fondée par les frères Magassouba. Elle fut érigée en Canton pendant la colonisation. Naman Koman Magassouba fut le premier chef de canton de Siguiri. La fondation à la fin des années 1990 de la société aurifère de Guinée (SAG) a permis l'essor économique de la ville.

## Population

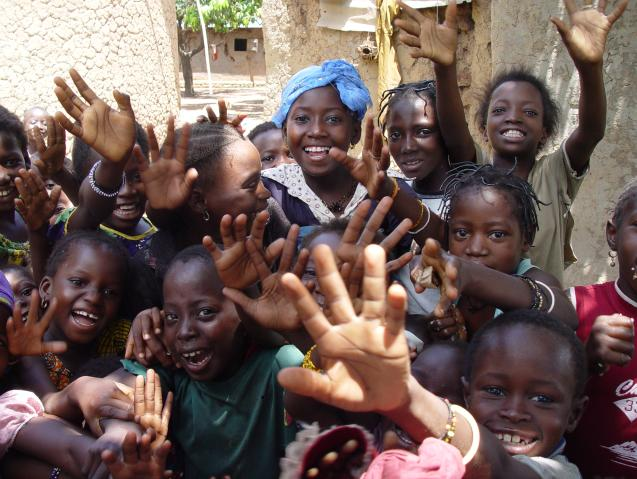
Écoliers de Siguiri

À partir d'une extrapolation du recensement de 2014 (RGPH3), la population de Siguiri Centre a été estimée à 196 308 personnes en 2016.

## Économie
Les activités agricoles, surtout prospères le long des fleuves Niger et Tinkisso, de même que celles de l'orpaillage traditionnel autour de plusieurs de ses villages y sont nombreuses.
La préfecture abrite aussi une importante mine d'or gérée par la Société aurifère de Guinée (SAG), propriété à 85 % de la multinationale AngloGold Corporation et à 15 % de l'État guinéen.

## Tourisme

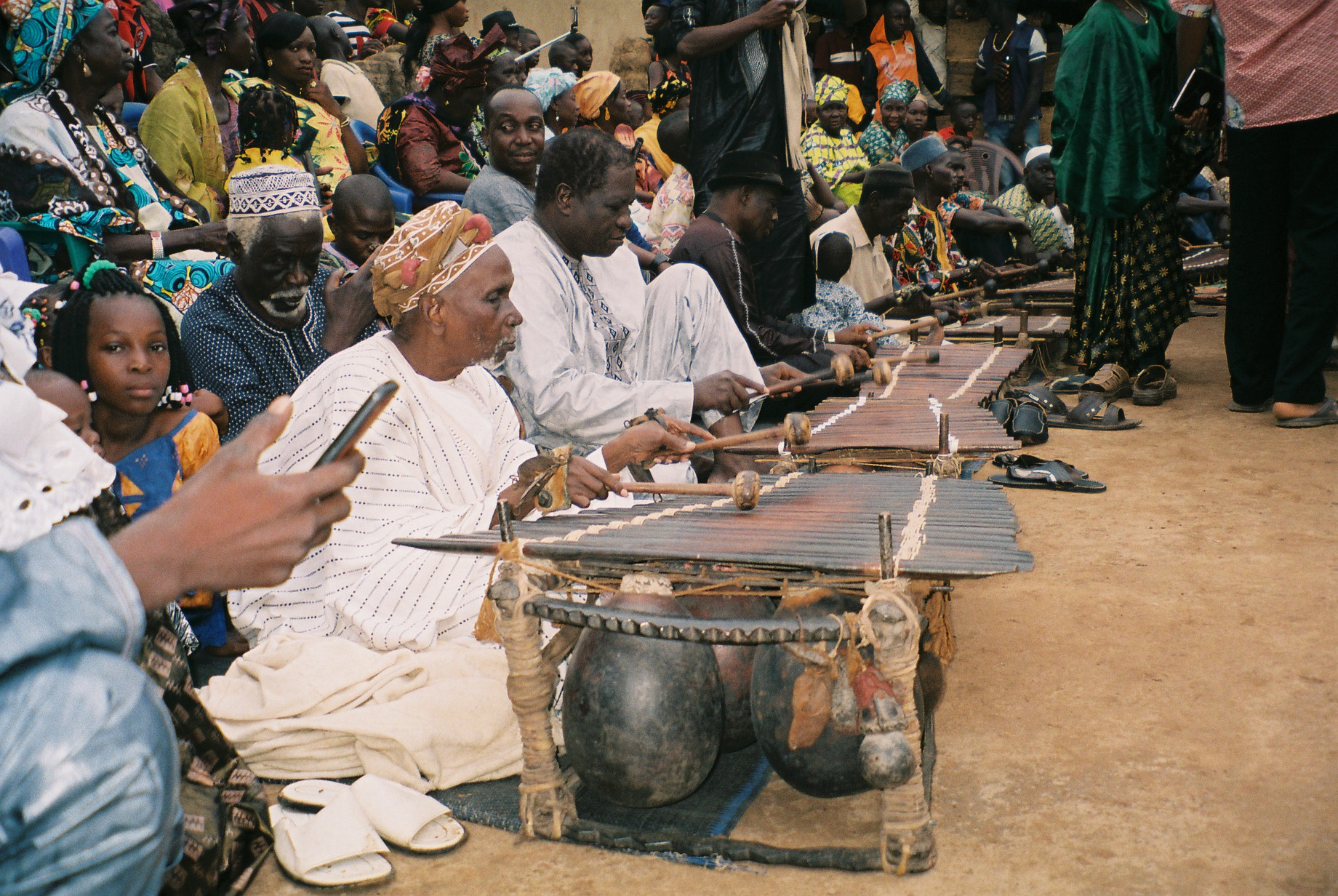
Balafon mythique le Sosso Bala

Siguiri est aussi une préfecture touristique. Elle abrite dans la sous-préfecture de Niagassola le siège de l'instrument musical appelé le balafon ("Sosso Bala") qui fait maintenant partie du patrimoine mondial de l'UNESCO, de même qu'un vieux fort français construit pendant la colonisation par le ministre français de la guerre Joseph Gallieni et un cimetière où sont enterrés des Spahis algériens  et des soldats Français de l'armée coloniale française. Dans la sous-préfecture de Maléa se trouve la belle chute d'eau de Bouroundoun[réf. nécessaire].

## Éducation et transport
La ville de Siguiri abrite les services administratifs et les principales infrastructures socio-communautaires de la préfecture. On y trouve l'École régionale d'art et métier (ÉRAM ), un hôpital, d'un aérodrome régional, d'un grand marché et d'une importante gare routière. Elle sert aussi de principal relais de la Guinée avec le Mali voisin et sa capitale Bamako.

## Galerie

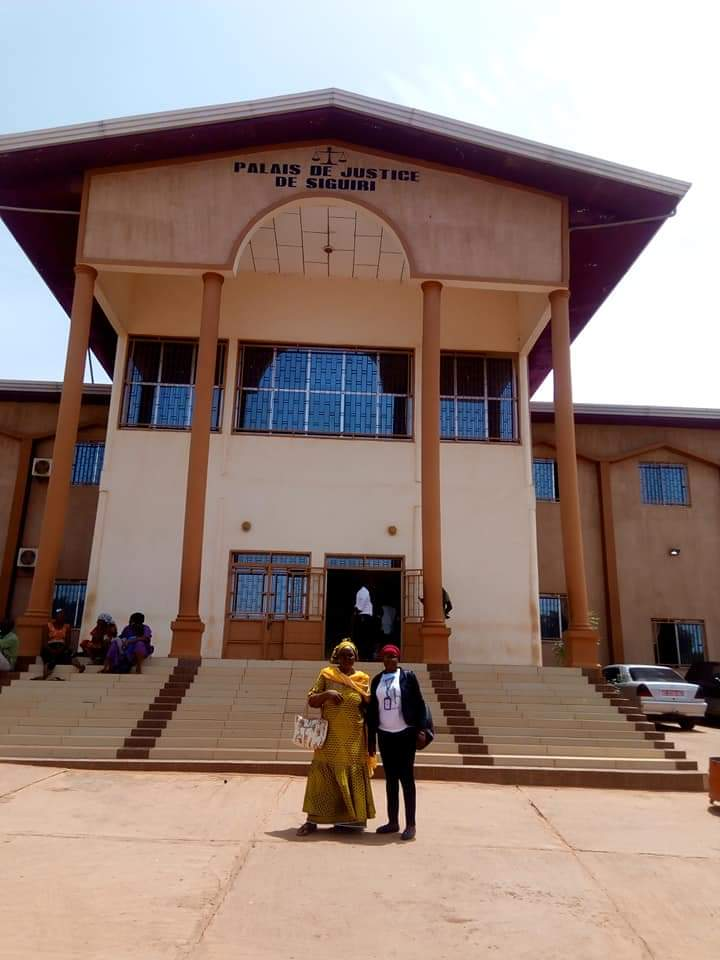
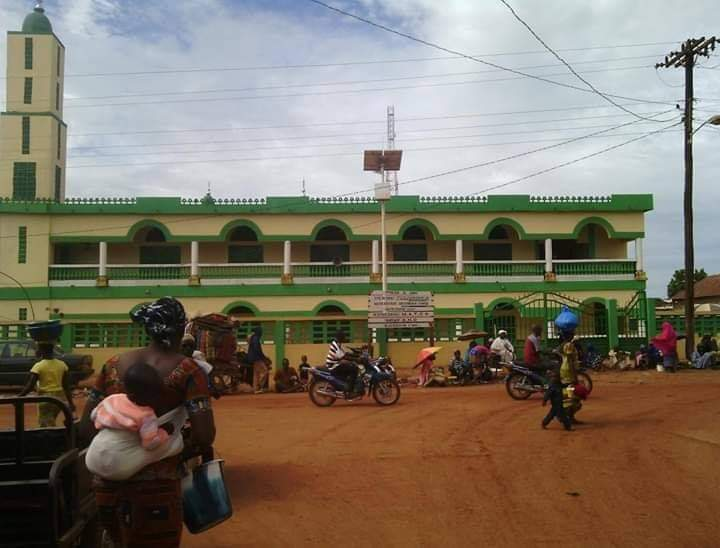

## Personnalités liées
- Abdoulaye Magassouba, ancien ministre
- Sidiki Touré, homme politique guinéen
- Sékouba Bambino,chanteur
- Mory Doumbouya, ancien ministre guinéen